# Mutsiks
Mutsiks /od mŭ't-sĭks =braves/, tajno društvo udruženja Ikunuhkahtsi (All Comrades) kod prerijskog algonquianskog plemena Piegan. Sastojalo se od isprobanih ratnika. Spominje ga Grinnell u Blackfoot Lodge Tales (221, 1892).